# Sonata Arctica
Sonata Arctica is een powermetalband, afkomstig uit Finland. Sonata Arctica speelt een zeer melodische vorm van powermetal. De meeste teksten zijn geschreven door Tony Kakko, al brengt Sonata Arctica ook veel heruitvoeringen van reeds bestaande muziek.

## Geschiedenis
In 1996 werd de band gevormd onder de naam Tricky Beans; in 1997 is deze veranderd in Tricky Means. Twee jaar later, in 1999, werd de demo 'FullMoon' opgenomen en in hetzelfde jaar veranderde de band zijn naam voor de tweede keer, dit keer in Sonata Arctica. In 1999 werden de single 'UnOpened' en het album 'Ecliptica' uitgebracht, die in de powermetalgemeenschap goed ontvangen werden.
Op dat moment bestond de band uit Tony Kakko (zang/toetsen), Jani Liimatainen (gitaar), Tommy Portimo (drums) en Janne Kivilahti (bass).
Sindsdien heeft de band nog zeven andere studio-albums (waarvan 'Stones Grow Her Name' (2012) het laatste is), een aantal mini-albums, een aantal live-cd's en singles uitgebracht. Verder hebben ze ook twee live-DVD's. Het tweede album, Silence, was in principe de grote doorbraak van de band en het album wordt door velen dan ook gezien als Sonata Arctica's beste album. Op 25 Mei 2007 is hun vijfde studio-album Unia uitgebracht. Het zesde album The Days Of Grays is op 16 september 2009 uitgebracht. Aan het einde van 1999 werd Mikko Härkin aangesteld als toetsenist. Hierdoor kon Tony vrijer bewegen tijdens live-optredens. Voorheen speelde Tony namelijk keyboard, terwijl hij zong, wat zijn bewegingsvrijheid aantastte. In de zomer van 2000 gaf Janne aan dat hij met Sonata Arctica wilde stoppen. Janne werd toen vervangen door Marko Paasikoski. In 2002 verliet Mikko de band, wiens plaats is ingenomen door Henrik Klingenberg. Jani's nalatigheid wat betreft het vervullen van zijn dienstplicht, en alles wat er bij komt kijken, veroorzaakte een kloof tussen hem en de andere bandleden. Deze kloof was onmogelijk te herstellen zonder de hulp en samenwerking van Jani. Gedurende de tijd tussen de herfst van 2006 en de lente van 2007 dreven de persoonlijke kwesties en acties van Jani de band tot een situatie waarin er geen keus was dan Jani te vragen om de band te verlaten. De scheiding is vriendschappelijk verlopen. Jani was bandlid van 1996-2007. Niet veel later werd Elias Viljanen als nieuwe gitarist voorgesteld.
Elias is al helemaal geïntegreerd in de band en ze hebben al talloze optredens gegeven met hem als gitarist. Sonata Arctica was in Augustus 2009 te zien op het Lowlands festival en speelde datzelfde jaar in december nog twee keer in Nederland.
In het jaar 2011 bestond Sonata Arctica 15 jaar en gaven daarvoor een Europa Tour. Op 28 Maart 2011 traden ze op in de Effenaar in Eindhoven en 29 Maart 2011 traden ze ook op in de Patronaat in Haarlem.

## Discografie

### Albums
In Nederland en Vlaanderen bereikten enkele albums de hitlijsten. In Finland bereikten meerdere albums een nummer 1-notering. Ook heeft de band hits in de Duitstalige landen gehad.
- 1999: Ecliptica
- 2000: Successor, ep
- 2001: Silence
- 2001: Orientation, ep
- 2002: Songs of silence - Live in Tokyo, livealbum
- 2003: Winterheart's guild
- 2003: Takatalvi, ep
- 2004: Don't say a word, ep
- 2004: Reckoning night
- 2005: The end of this chapter, verzamelalbum
- 2006: For the sake of revenge, livealbum
- 2006: The collection, verzamelalbum
- 2007: Unia
- 2009: The days of grays, nr. 50 in de Album Top 100 (Nederland)
- 2011: Live in Finland, livealbum
- 2012: Stones grow her name, nr. 72 in de Album Top 100 (Nederland) en 131 in de Album Top 200 (Vlaanderen)
- 2014: Pariah's Child, nr 50 in de Album Top 100 (Nederland) en 101 in de Album Top 200 (Vlaanderen)
- 2014: Ecliptica:15th anniversary re-recording, livealbum
- 2016: The Ninth Hour
- 2019: Talviyö
- 2022: Acoustic Adventures (Volume one)
- 2022: Acoustic Adventures (Volume Two)
- 2024: Clear Cold Beyond

### Singles
De band heeft (vrijwel) alleen in eigen land hitsingles voortgebracht. Meerdere ervan bereikten in Finland een nummer 1-notering.

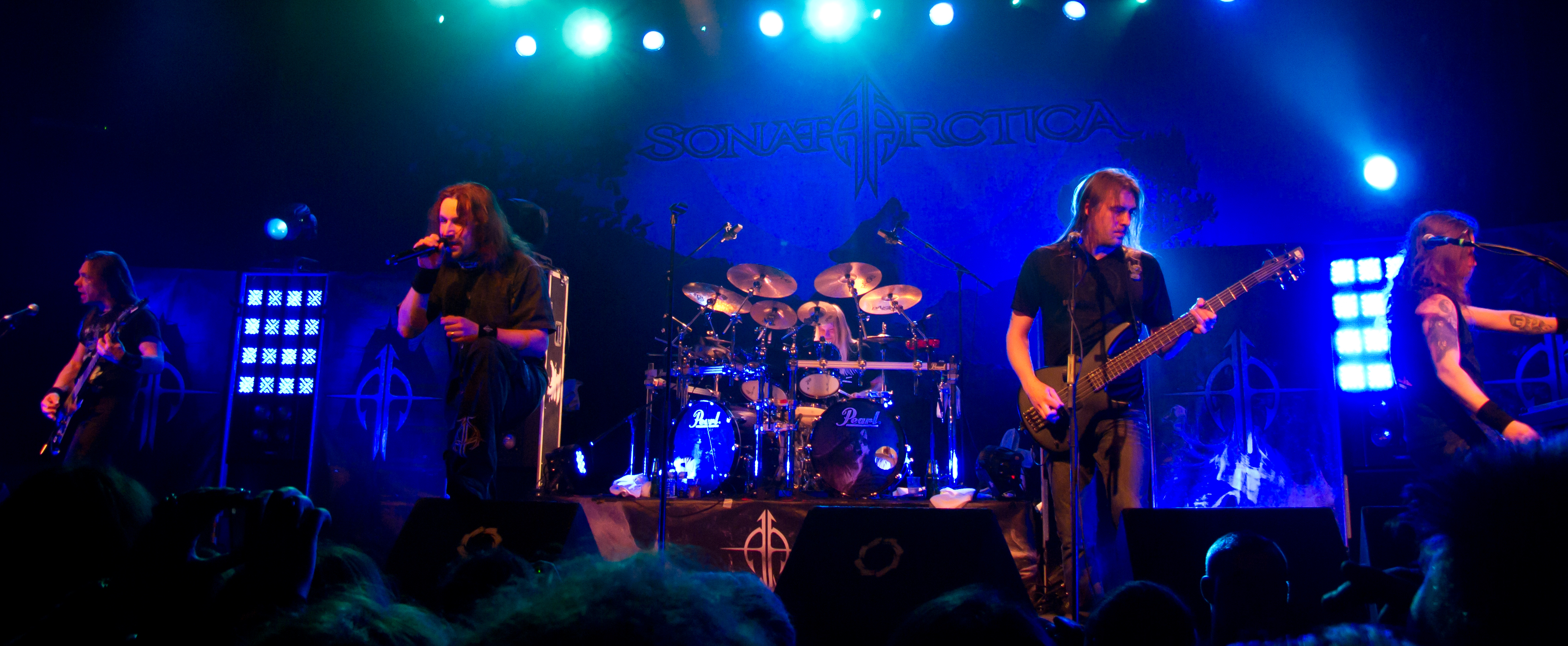
Sonata Arctica in 2011.

- 1999: UnOpened
- 2001: Wolf & raven
- 2001: Last drop falls
- 2003: Victoria's secret
- 2003: Broken
- 2004: Don't say a word
- 2004: Shamandalie
- 2006: Replica 2006
- 2007: Paid in full
- 2009: The last amazing grays
- 2009: Flag in the ground
- 2012: I have a right

### Dvd
- 2006: For the Sake of Revenge
- 2011: Live In Finland

### Demo's
- 1996: Friend 'till the End
- 1996: Agre Pamppers
- 1997: PeaceMaker
- 1999: FullMoon